# 2017 v dopravě
Tento článek obsahuje seznam událostí souvisejících s dopravou, které proběhly roku 2017.

## Leden
- 3. ledna

 Pražská integrovaná doprava byla rozšířena do okolí Mělníka a Roudnice nad Labem.
- 25. ledna

 Polský dopravce SKPL Cargo převzal od Českých drah čtyři odkoupené motorové vozy řady 810. Po jejich schválení pro provoz v Polsku se předpokládá jejich nasazení v regionální dopravě.

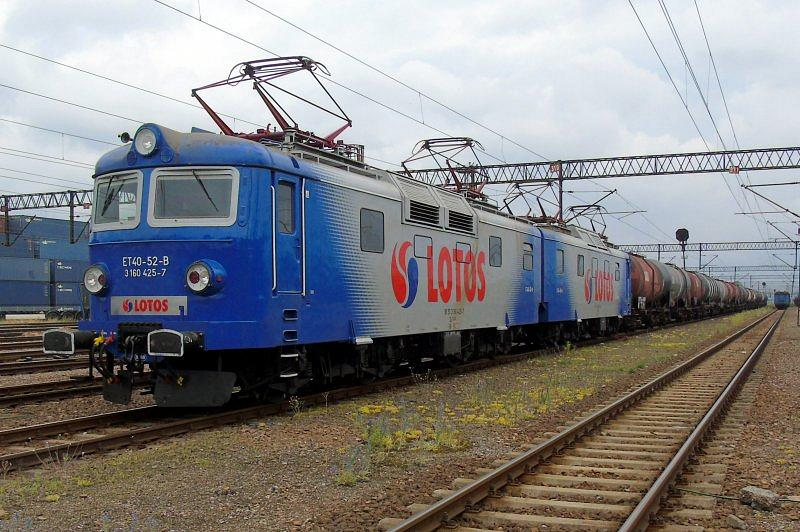
Lokomotiva ET40-52 v barvách společnosti Lotos Kolej

## Únor
- 7. února

 Po osmi letech od odstavení všech polských dvoudílných lokomotiv řady ET40 (vyrobeny v letech 1975 až 1978 Škodou Plzeň) jela lokomotiva této řady poprvé vlastní silou. Jde o lokomotivu ET40-52, kterou bude provozovat dopravce Lotos Kolej.

## Březen
- 14. března

 U Mikulova na Moldavské horské dráze došlo k sesuvu půdy.
- 26. března

 Pražská integrovaná doprava byla rozšířena na Nymbursko.

## Duben
- 1. dubna

 Pražská integrovaná doprava byla rozšířena na Novoknínsko.
 Pražská integrovaná doprava byla rozšířena na Neveklovsko a Benešovsko.

## Květen
- 4. května

 Dopravce IDS Cargo slavnostně převzal lokomotivu 365.001. Jde o první elektrickou lokomotivu EffiLiner 3000 (česká řada 365), která vzniká přestavbou z belgických lokomotiv řady 12 v dílnách CZ LOKO.

## Červenec
- 4. července

 Byla zahájena rekonstrukce Negrelliho viaduktu v Praze.
- 9. července

 Byl zahájen provoz na vysokorychlostní trati Sü-čou – Lan-čou.

## Srpen
- 26. srpna

 Do Pražské integrované dopravy byly zahrnuty autobusy na Kladensku a okolí Slaného.

## Září
- 16. září

 Byla slavnostně dokončena elektrizace železniční tratě mezi městy Minsk a Vilnius soustavou 25 kV 50 Hz AC.
- 20. září

 Byl zahájen provoz na železniční trati Akko–Karmiel v Galileji.
- 27. září

 Byl otevřen úsek Borek – Úsilné dálnice D3.

## Říjen
- 4. října

 Byl otevřen obchvat Dubence, součást dálnice D4.
- 12. října

 Byl otevřen úsek Veselí nad Lužnicí – Bošilec dálnice D3.
- 15. října

 V Praze byl po 45 letech znovu zahájen provoz trolejbusů, jde o provoz parciálního trolejbusu v ulici Prosecké.

## Listopad
- 11. listopadu

Do Pražské integrované dopravy byly zahrnuty autobusy na Kouřimsku a spoje do Kolína.

## Prosinec
- 10. prosince

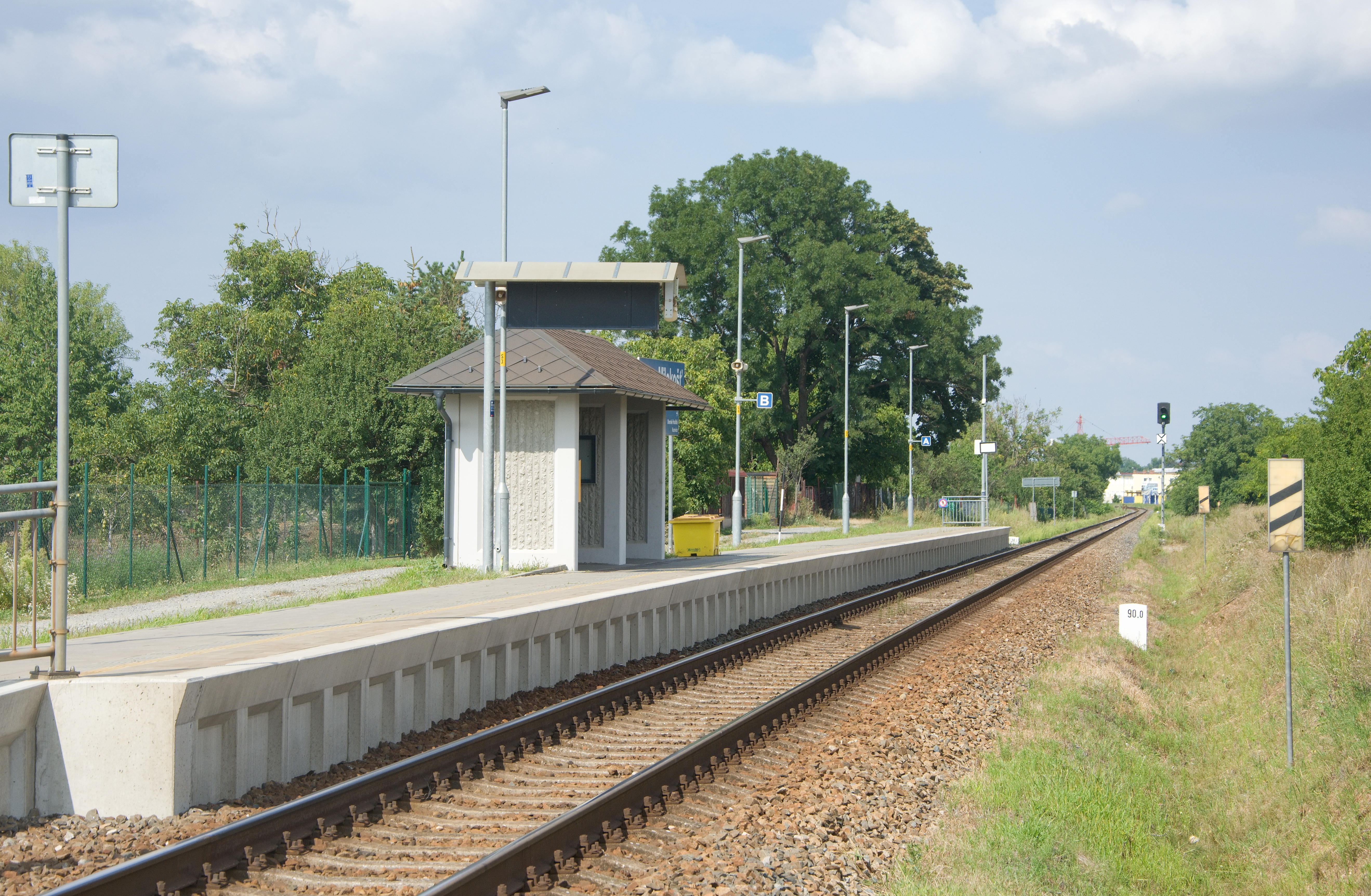
Železniční zastávka Veselí nad Moravou-Milokošť

 Provoz pravidelných osobních vlaků na šumavských tratích České Budějovice – Černý Kříž, Číčenice – Nové Údolí a trakonice–Volary převzala společnost GW Train Regio.
 Do Pražské integrované dopravy byly zahrnuty autobusy na Byšicku, Kokořínsku a také autobusy mezi Velvary a Slaným.
 Na Vlárské dráze začala cestujícím sloužit nová železniční zastávka Veselí nad Moravou-Milokošť.